# Alte und neue Schule Zerkwitz

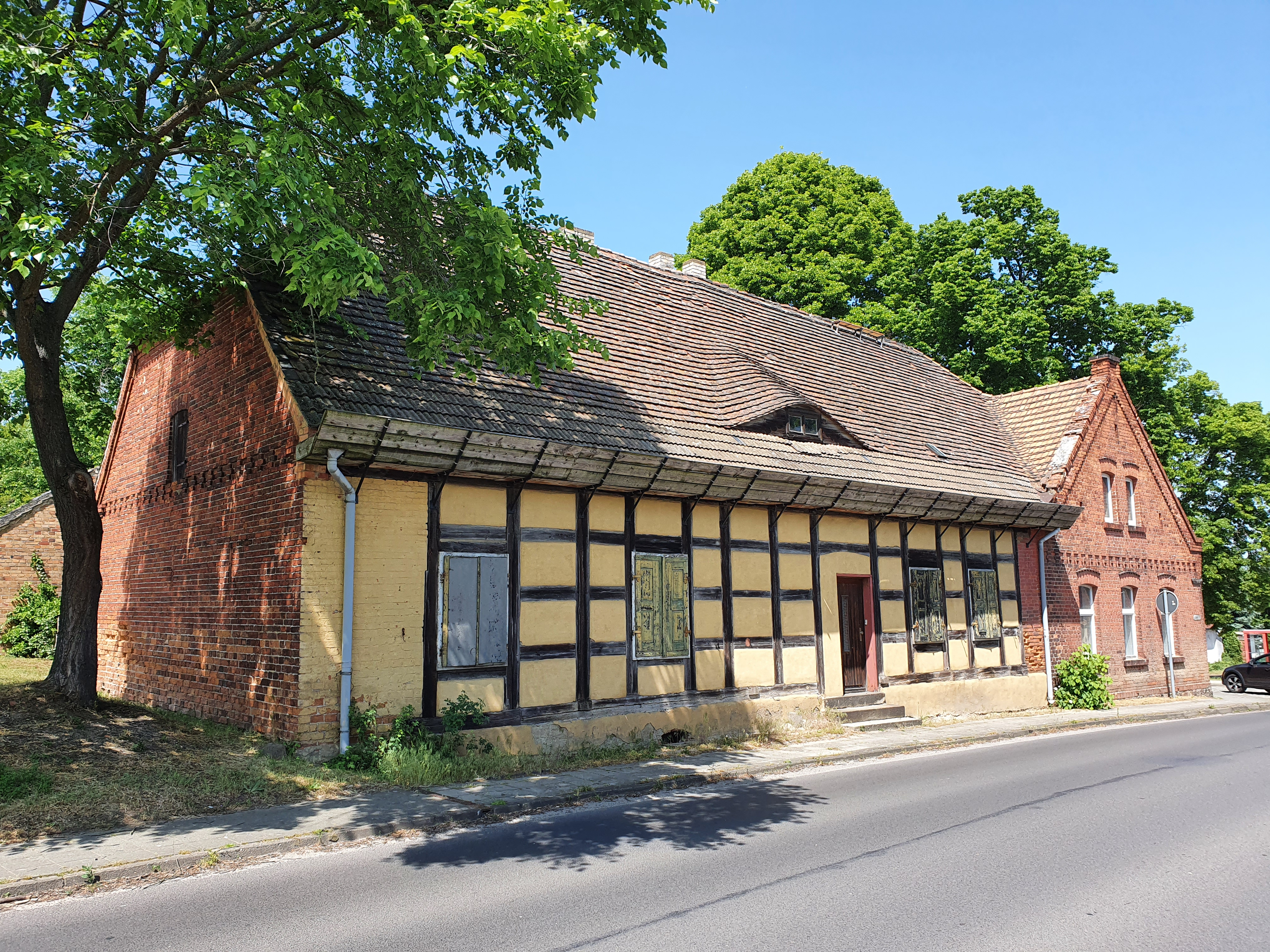
Küsterhaus und Alte Schule Zerkwitz (2023)

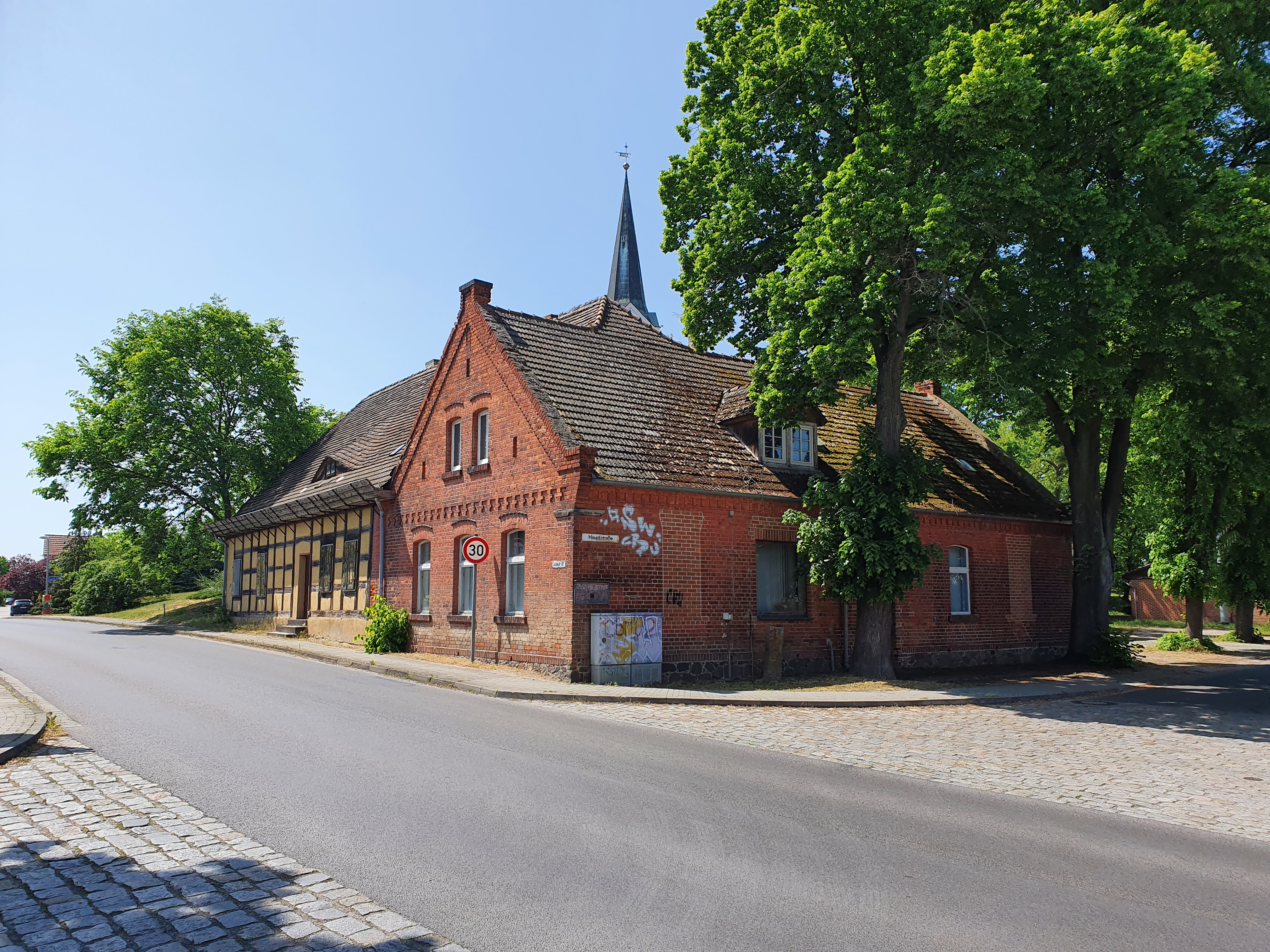
Neue Schule Zerkwitz (2023)

Alte und neue Schule Zerkwitz sind zwei miteinander verbundene Schulgebäude in Zerkwitz, einem Ortsteil der Stadt Lübbenau/Spreewald im Landkreis Oberspreewald-Lausitz in Brandenburg. Die Häuser sind als Baudenkmal in der Denkmalliste des Landes Brandenburg eingetragen.

## Beschreibung und Geschichte
Die beiden Gebäude befinden sich im Zerkwitzer Ortszentrum in der Luckauer Straße 15 und der Zerkwitzer Hauptstraße 15, direkt neben der Dorfkirche Zerkwitz. Das frühere Küsterhaus in der Luckauer Straße 15 wurde im Jahr 1770 errichtet. Das Haus ist ein dreiriegeligen, fünfachsigen, eingeschossigen Fachwerkbau mit Krüppelwalmdach. Der nach Südwesten zeigende Giebel ist als massives Backsteinmauerwerk ausgeführt. Zunächst wurde das Gebäude als Wohnhaus des Zerkwitzer Küsters genutzt. Später fand in dem Haus Schulunterricht statt, nach dem Anbau des neuen Schulgebäudes befand sich in dem Fachwerkbau die Wohnung des Dorflehrers.
Um das Jahr 1870 wurde am Nordostgiebel der alten Schule ein neues Gebäude aus Ziegelmauerwerk angebaut. Dieses ist ein eingeschossiger Bau mit fünf Achsen unter einem Satteldach. Dieses Gebäude wurde das neue Unterrichtsgebäude der Zerkwitzer Dorfschule, während im älteren hinteren Teil des Gebäudes der Dorflehrer wohnte.
Im Februar 2023 kaufte die Stadt Lübbenau das Gebäude von der Kirchengemeinde Zerkwitz. Es besanden bereits seit längerem Planungen, das Gebäude zu einem Gemeindehaus inklusive Schulungsraum für die Freiwillige Feuerwehr umzubauen. Der Umbau soll 2025 beginnen und innerhalb von zwei Jahren fertig gestellt werden.